# シーテッド・カール
シーテッド・カール (seated curl) は、ウエイトトレーニングの種目の一つ。上腕二頭筋に主に刺激を与え、上腕筋・腕橈骨筋にも負荷がかかる。
スタンディング・カールをベンチに座った状態で行う。座る事で反動が使えなくなり、より正確な挙動で行えるようになる。

## 具体的動作

### シーテッド・ダンベルカール
1. アンダーグリップで両手にダンベルを持ってベンチに座り、背筋を伸ばして胸を張る。
2. 息を吐きながらダンベルを上げる。
3. 上腕二頭筋が十分に収縮するのを感じ取ったら、息を吸いながら元の姿勢に戻る。
4. 2~3を繰り返す。

### シーテッド・ダンベル・スクリューカール
1. ニュートラルグリップで両手にダンベルを持ってベンチに座り、背筋を伸ばして胸を張る。
2. 息を吐きながらダンベルを上げる。肘が90度になるところで、肘を絞りながら手のひらを上に向ける。
3. 上腕二頭筋が十分に収縮するのを感じ取ったら、息を吸いながら元の姿勢に戻る。
4. 2 - 3を繰り返す。